# Familia de Dora (astronomía)
La familia de Dora es una familia de asteroides, del cinturón de asteroides caracterizada por parámetros orbitales similares, debe su nombre al objeto que los lidera, el asteroide (668) Dora.
El número estimado de miembros de esta familia es de 1101 asteroides. Algunos miembros de esta familia son, (2598) Merlin, (2807) Karl Marx, (100815) 1998 FQ125.